# I Coopers klass
I Coopers klass, i original Hangin' with Mr. Cooper, är en amerikansk komediserie från 1992–1997 som sänds på Kanal 5. I huvudrollerna ses Mark Curry och Holly Robinson.